# Pilot Butte (Saskatchewan)
Pilot Butte (oficialmente Town of Pilot Butte) es un municipio en el sur de Saskatchewan, Canadá. La comunidad es un "municipio urbano" con el estatus de pequeña ciudad y tiene, como todos los "municipios urbanos" de la provincia, una administración independiente. Pilot Butte es un centro comercial, de servicios y administrativo para la región rural circundante.
Pilot Butte está a unos 15 kilómetros al este de Regina y está atravesada por la autopista 46 que corre de este a oeste y una línea de ferrocarril del Canadian Pacific Railway.
Pilot Butte recibió su nombre de la pequeña colina de cima plana (inglés Butte) que se eleva significativamente sobre la comunidad. Este cerro ya era utilizado por las Primeras Naciones de la zona como lugar de descanso, campamento y mirador.
La comunidad actual floreció con la llegada de la línea Canadian Pacific Railway en 1882. En 1903, se abrió aquí la primera "oficina de correos". Con una población en crecimiento y debido al aumento del poder económico de las dos fábricas de ladrillos locales, Pilot Butte recibió su independencia como pueblo en 1913 (incorporado como pueblo).
El censo de 2016 le dio a la ciudad una población de 2137 habitantes, luego de que el censo de 2011 le diera al municipio una población de solo 1843 habitantes.